# Чертаново (футбольний клуб)
«Чертаново» — російський футбольний клуб з однойменного району Москви. Заснований у 1993 році.

## Історія
Перший сезон команда під назвою СУО провела у Другій лізі чемпіонату Росії. Сезон 1994—1997 провели у третьому дивізіоні. Після чого команда втратила професійний статус і брала участь у аматорському чемпіонаті країни.
Починаючи з сезону 2014/15 клуб повернув собі професійний статус і кілька сезоні грав у Другій лізі.
У 2018 році «Чертаново» була наймолодшою командою в історії турнірів ФНЛ. Середній вік гравців команди становив менще 19 - ти років. Через фінансові труднощі команда постійно була змушена змінювати свій домашній стадіон.
У зимову паузу сезону 2018/19 три гравці «Чертаново» перейшли до клубів РПЛ. Наїль Умяров та Максим Глушенков стали гравцями московського «Спартака», Антон Зіньковський перейшов у «Крила Рад». Влітку 2020 року до Самари перейшли ще 8 гравців і тренер Ігор Осінькін.

## Досягнення
- Краще досягнення у Чемпіонаті Росії - 3 - тє місце у ФНЛ (сезон 2019/20)
- Краще досягнення у Кубку Росії - вихід до 1/16 фіналу (сезон 2019/20)
- Фіналіст Кубку ФНЛ (2017)

## Відомі гравці
- Максим Вітюгов
- Юрій Горшков
- Роман Єжов
- Антон Зіньковський
- Владислав Сарвелі
- Олександр Солдатенков
- Наїль Умяров